# Aethes cnicana
Aethes cnicana là một loài bướm đêm thuộc họ Tortricidae. Nó được tìm thấy ở châu Âu.
Sải cánh dài 14–17 mm. The moth gặp ở tháng 5 đến tháng 7 và are often attracted to light.
Ấu trùng ăn Cirsium.

## Hình ảnh

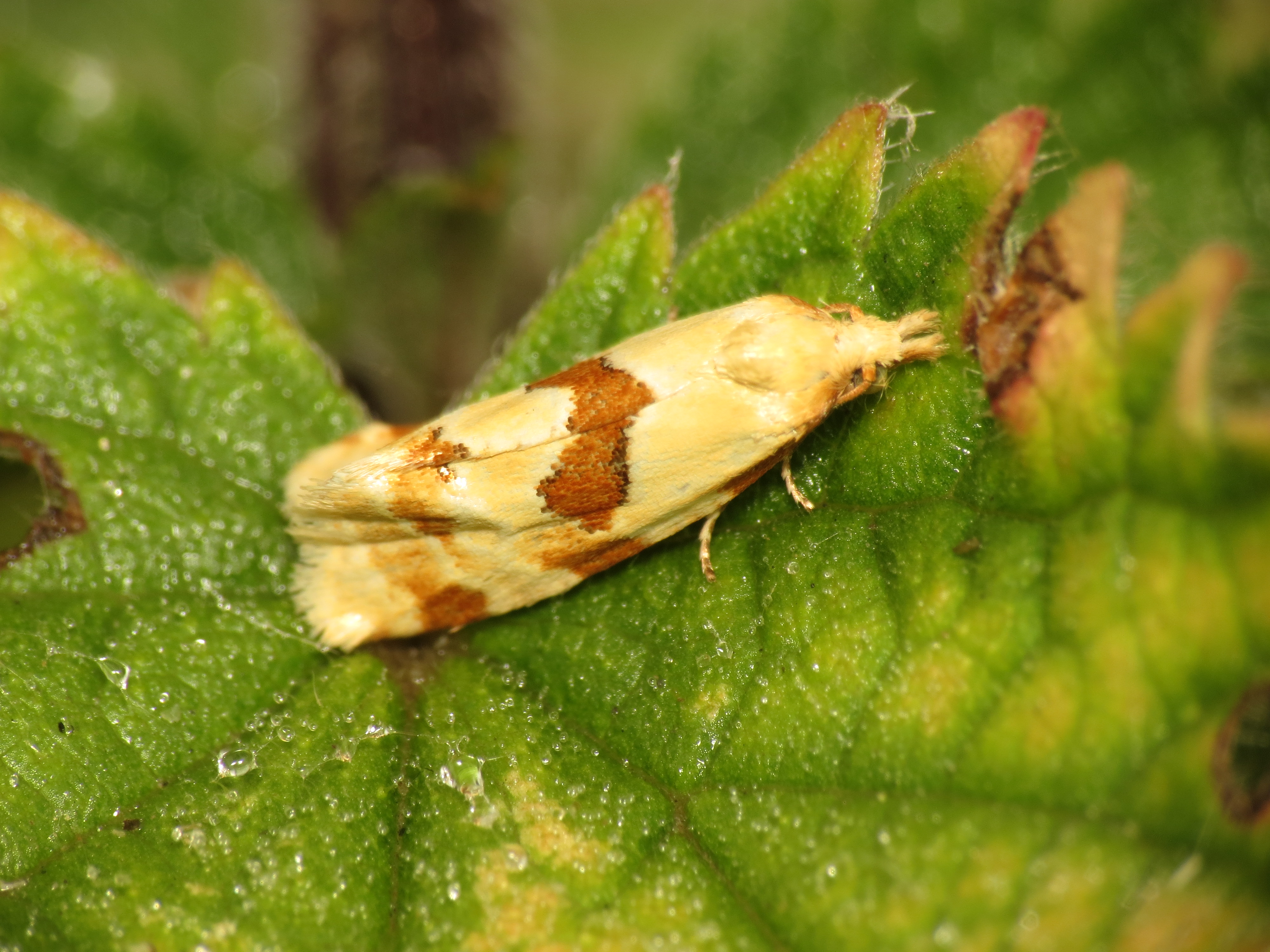